# Травля (фильм, 1975)
«Травля» (фр. La Traque) — художественный фильм совместного производства Франции и Италии, снятый французским режиссёром Сержем Леруа (фр. Serge Leroy) в 1975 году.

## Сюжет
Ранним осенним утром Элен Уэллс, молодая преподавательница английского языка в Канском университете, выходит из поезда в небольшом городке  Вильервье (фр. Villeherviers) в Нижней Нормандии. Она планирует снять дом для проведения выходных в живописной сельской местности и, в ожидании поезда в Алансон (фр. Alençon), решает осмотреть с этой целью находящуюся поблизости бывшую мельницу «La Guettière». Филипп Мансар, который провёл ночь с женой местного землевладельца, Давида Сюттера, по пути домой встречает молодую женщину и предлагает её подвезти. На дороге их догоняют бравые братья Данвили и развлекаются тем, что «прессуют» автомобиль Мансара, пока не вынуждают его остановиться у обочины. Затем трое мужчин присоединяются к остальным четырём друзьям, как называют они себя, и приятно проводят время за завтраком в доме г-на Сюттера. После хорошей еды и хорошей бутылки дружная компания мужчин отправляется на традиционную для них воскресную охоту. В охотничьей экспедиции, состоящей из уважаемых  местных жителей, принимают участие: молодой политик Филипп Мансар, влиятельный землевладелец Давид Сюттер, капитан Нимье, нотариус Роллен, страховщик Шамон, торговцы металлоломом братья Данвили и егерь Моруа. В то время как охотники разделяются на группы, чтобы увеличить свои шансы поймать кабана, братьям  Данвилям и Шамону навстречу попадается Элен, которая забрела в разрушенную часовню. Англичанка нравится  Данвилям, особенно младшему Полю, и нетрезвые братья теряют над собой контроль. Поль насилует женщину, в то время как Альбер её удерживает. Шамон сначала пытается их урезонить, но потом предпочитает не вмешиваться и покинуть место действия. Они оставляют свою жертву в часовне, но Полю приходится вернуться назад, чтобы забрать забытое ружьё Шамона. Женщина находится всё ещё там. Поль уже сам понимает, что натворил глупостей и примирительно лезет к ней с поцелуем. Но оружие оказывается в руках Элен, и она расплачивается со своих обидчиком пулей в живот, прежде чем обратиться в бегство. На звук выстрела прибегают два его спутника, и тяжело раненый Поль говорит брату найти Элен и предложить ей взаимное молчание во избежание скандала. Альбер пытается её догнать, но она боится его и скрывается в лесу. Не зная намерений группы, Элен, полная решимости себя защитить, пытается вызвать полицию. Альбер Данвиль сообщает другим, что Поль, якобы, стал жертвой несчастного случая. Когда другие узнают правду, некоторые даже сочувствуют молодой женщине. Однако, после бурных распрей, члены охотничьей группы один за другим решают действовать сообща и преследовать женщину, чтобы заставить её молчать. Поля между тем оставляют умирать без медицинской помощи. По ходу дела мы узнаём всё больше об этих охотниках. Циничный Сюттер  представляет собой местную власть, которая служит сама себе, хочет сохранить свою репутацию. Амбициозный Филипп Мансар ожидает денежной поддержки от Сюттера и остальных на выборах в Региональный совет. По вине пьяного Роллена погиб велосипедист, а братья Данвили помогли ему скрыть следы аварии на машине. Егерь Моруа боится потерять работу, поскольку Сюттеру известен его интерес к маленьким девочкам. Трусливый Шамон, который пожалел кролика, предпочитает, чтобы девушка умерла только из-за того, что он случайно её ранил. Отставной военный Нимье с извращённым чувством локтя просто привык убивать. У каждого из них будет причина, чтобы защитить свои личные интересы. Все они путём взаимного шантажа будут подталкивать друг друга на преступление. И когда они обнаруживают женщину увязшей в болоте, в которое она погружается с криками «Помогите!», «друзья» стоят и ждут, пока она сама не погибнет.

## Художественные особенности
«Травля»  —  это второй полнометражный фильм Сержа Леруа, который также считается самой значительной работой режиссёра. Он оказался почти забытым: изредка шёл по французскому телевидению, но полностью отсутствовал в продаже, вероятно, из-за проблемы с правами на дистрибуцию, принадлежащих Warner Bros.
Тяжёлый, жёсткий фильм захватывает зрителя с первых секунд и держит в напряжении в течение следующих 90 минут, чтобы надолго оставить впечатление. Атмосфера фильма подчёркнуто мрачная и гнетущая, Постановка кажется сдержанной: режиссёр избегает очевидных ухищрений или экстраординарных эффектов.
Декорации тщательно подобраны к серой и унылой местности и позволяют хорошо выделить кошмар, который разворачивается на экране. Управление пространством Клода Ренуара тоже замечательное: необъятность подлеска и леса, в которых теряется Элен, переходит постепенно в серии кадров более узких и враждебных по мере того, как группа ужесточает свой контроль.
Тревожная музыка Джанкарло Кьямарелло не выделяет ключевые моменты и используется только во время начальных и заключительных титров фильма, в результате чего тишина создаёт ощущение общего нездоровья.
Психология персонажей раскрыта Андре Брюнеленом без карикатурности: это группа людей из разных слоёв общества, каждый из которых более или менее неоднозначен и имеет свои собственные черты характера. Таким образом, повествование избегает поверхностности и символической нагруженности.
Блестящему актёрскому составу удаётся конкретизировать действующих лиц органично и не без тонкости. Все без исключения актёры известные и любимые зрителями, начиная с Мимзи Фармер, иконы сексуальной свободы 70-х.
Встреча всех этих сильных сторон, как повествовательной, так технической и творческой, выливается в итоге в произведение, объединяющее резкость и суровость действия фильмов серии «B», от которых оно заимствует некоторые структурные мотивы, и исследование социального характера.

## Из интервью с Мимзи Фармер
Мимзи Фармер считает «Травлю» самым лучшим фильмом в своей актёрской карьере. Вот что она сказала в интервью, опубликованном в американском журнале «Video Watchdog» № 161 за 2011 год:

— Какой фильм из тех, в которых вы снимались, вы считаете лучшим?

— Мой любимый фильм, который вы, наверное, не видели и который, вероятно, невозможно достать в Штатах, называется «La Traque» («The Track», 1975). Так вот, это хороший фильм! (смеётся) Конечно, его можно увидеть, к сожалению, только во Франции. Это очень французское кино, но это хороший фильм: прекрасные актёры, очень хороший сценарий и очень хорошая режиссура (Серж Леруа), а оператором был Клод Ренуар, племянник Жана Ренуара. Это тяжёлый фильм, ужасная история об этих охотниках, которые насилуют девушку; она убивает одного из них, и тогда они её выслеживают. Они все уважаемые люди, все они очень хорошо известны в этом маленьком городке, и если всплывёт, что они изнасиловали её, то пострадает их репутация, поэтому они должны от неё избавиться, и они буквально устраивают на неё облаву. В самом деле... конец очень, очень шокирующий, но это хорошее кино. Возможно, это не лучшая моя роль, но это, безусловно, лучший из всех фильмов, в которых я сняласьОригинальный текст (англ.)MAJ : Dans une interview accordée à la revue américaine Video Watchdog, l’actrice Mimsy Farmer évoquait le film :

What do you think is the best film you’ve ever made ?
My favorite movie, you’ve probably not seen and is probably impossible to get in the States is called La Traque (The Hunt, 1975). Now, that’s a good movie ! (laughs) Of course, it’s only been seen in France, which is unfortunate. It’s a very French movie, but it’s a good movie – Wonderful actors, very good script, and very good direction (Serge Leroy), and the cinematographer was Claude Renoir, Jean Renoir‘s nephew. It’s a hard movie, a terrible story of these hunters that rape a girl ; she kills one of them and then they track her down. They’re all dignitaries, they’re all very well known in this small town and if it gets out that they raped her, well, it’s going to be bad news, so they have to get rid of her and they literally thack her down. It’s really… The end is very, very shocking, but it’s a good movie.
It might not be my best role, but it’s certainly the best all-around movie I’ve done.

## Критика
Выход фильма на экраны кинотеатров Франции в 1975 году сопровождался горячей полемикой. Работы Сержа Леруа, также как и его коллеги Ива Буассе (фр. Yves Boisset ), неоднократно подвергались нападкам французской критики, которая ставила им в упрёк, помимо прочего, якобы, благодушие по отношению к насилию и отсутствие полутонов в их интерпретациях. Надо принять во внимание также социальные процессы, происходящие в жизни общества а то время, когда вышел фильм. В 1980 году был принят ряд законов, ужесточающих наказание за преступления сексуального характера: до тех пор было труднее добиться осуждения за изнасилование даже при рассмотрении дела судом присяжных. Кроме того, в начале 1975 года во Франции был принят закон о легализации абортов, известный как «Закон Вейль» (фр. Loi Veil). Фильм был довольно хорошо принят организациями, защищающими права женщин, и гораздо хуже обществами охотников.

## Ремейк
Ремейк «Травли» — «Corps de chasse» — был снят в 1982 французским режиссёром Мишелем Рико (фр. Michel Ricaud) в жанре трэш с порнографическим содержанием.

## В ролях
- Мимзи Фармер — Элен Уэллс
- Жан-Люк Бидо — Филипп Мансар
- Мишель Лонсдаль — Давид Сюттер
- Мишель Константен — капитан Нимье
- Жан-Пьер Марьель — Альбер Данвиль
- Филипп Леотар — Поль Данвиль
- Поль Кроше — Роллен
- Мишель Робен — Шамон
- Жерар Дарьё — Моруа
- Франсуаза Брион — Франсуаза Сюттер
- Жорж Жере — браконьер

## Съёмочная группа
- Режиссёр: Серж-Р. Леруа
- Идея: Серж-Р. Леруа
- Сценарий и диалоги: Андре-Жорж Брюнелен
- Продюсер: Эжен Леписье
- Оператор-постановщик:  Клод Ренуар
- Композитор:  Джанкарло Кьярамелло